# ヤバい検事 矢場健〜ヤバケンの暴走捜査〜
『ヤバい検事 矢場健〜ヤバケンの暴走捜査〜』（ヤバいけんじ やばたけし〜ヤバケンのぼうそうそうさ〜）は、2012年から2014年までの3年間、フジテレビ系で放送されたテレビドラマシリーズ。全4回。主演は舘ひろし。
放送枠は「金曜プレステージ」（第1作 - 第3作）、「赤と黒のゲキジョー」（第4作）。
公私ともに極度に潔癖すぎる性格で周囲の者達を振り回しながらも、その極度に潔癖すぎる性格で事件の真実を追い求める検事の活躍をコメディタッチで描いている。

## 登場人物

### 東京地方検察庁
矢場健（やば たけし）
演 - 舘ひろし
東京地方検察庁検事。かなりの変人で周囲からは「ヤバケン」と呼ばれ疎まれているが、検事としての仕事ぶりは超一流。規則を順守し特殊なこだわりを持ち続け10年先のスケジュールまでつくって生きている。血液型はA型。
大隈進一郎(おおくま しんいちろう)
演 - 河相我聞
矢場担当の事務官。上司に対する口の聞き方を知らないが、図太い神経と若さを見込まれて、松平が刑事部に引き取ってきた。スワローズファン。彼女なし。
松平大介(まつだいら だいすけ)
演 - 矢崎滋
刑事部部長。大隈を矢場担当に抜擢した人物。矢場とは大学時代からの友人で30年の付き合い。彼のムチャに振り回されることも多いが、信頼は厚い。

### その他
如月彩（きさらぎ あや）
演 - 原沙知絵
心療内科「如月クリニック」の心療内科医。矢場の良き相談相手。矢場からは担当事件の話も聞いている。姉が矢場の元婚約者。明瞭女子学苑高等学校の卒業生（第2作）。
佐久間実
演 - 宮下裕治
刑事。
中里悠子
演 - 金沢雅美
刑事。

### ゲスト
★（被疑者）
◆（被害者）
第1弾「超A型&潔癖症…気になる男ヤバケン大暴走 依頼人を撲殺!! 犯人は女弁護士!? 密室に仕組まれた冤罪殺人の罠! 追跡「ネオンの死角」シャンパンタワーに秘めた親子愛」（2012年）
- 篠崎絵美（フラワーショップシノザキ 経営者） - 遠藤久美子
- 堀田貴則（イベントプロデューサー・富田の遠縁） - 黒田アーサー ◆
- 辻（被害者側弁護士） - 前田倫良
- 住職 - 佐藤仙學
- 冒頭のひったくり犯 - 植田健
- OL - 太田在
- リポーター - 中村ひろみ
- 伸子（美由希のママ友） - 小池朋子
- 徳永（井上病院 看護師） - 和田京子
- 小林泰造（タクシードライバー・絵美の父・1か月前死亡） - 山本圭
- 警視庁科学捜査研究所 研究員 - 青木将彦
- 女性刑務官 - 吉丘一美
- 富田康代（どら焼き「双月庵」女将・富田の妻） - 鬼塚眞澄
- 富田吾郎（どら焼き「双月庵」主人・2年前死亡） - 橋本亮
- 篠崎勝（絵美の息子） - 丸山歩夢
- 山下隆志（美由希の息子・10年前死亡） - 藤野大輝
- 山下美由希（「鉄の女」の異名を持つ凄腕弁護士） - 愛華みれ ★
- その他 - 鈴木太一

第2弾「美人夜回り先生撲殺 死体の顔は壊されていた!? カギ握る女子高生VS暴走ヤバ検! 愛の詩集に秘めた恩讐…謎解きは「親子折り鶴」!? 気ニナル男! 大暴走」（2013年）
- 胡桃沢律子 - 櫻井淳子（幼少期：石井香帆〈ノンクレジット〉） ★

明瞭女子学苑高等学校の教師。「見回り先生」として夜の街のパトロールをしていた。
- 石橋明（律子のクラスの副担任） - 山下徹大
- 立川里奈（律子の教え子） - 山田帆風
- 三枝美鈴（明瞭女子学苑高等学校 教頭） - 山田スミ子
- 天野清美宅の隣人の主婦 - 松金よね子
- 森岡勝（桜町署の警官） - 辻本伸太郎
- 歩道橋の階段のおばあさん - 五月晴子
- 野崎修二 - 鈴木亮介 ◆

殺人被害者。明瞭女子学苑高等学校の学食の元職員。女子高生へのストーカー行為を律子に告発され解雇されていた。
- リポーター - 中村ひろみ
- 小早川（明瞭女子学苑高等学校 学年主任） - 真山章志
- 立川美佐子（里奈の母） - 村松恭子
- 椎名台病院の看護師 - 飯沼千恵子
- サラ金「えくぼ」のリーダー - 内野智
- 電車の男 - 松林栄一
- 自動車修理工場店主 - 三倉翔
- 天野武敏（天野清美の夫・グータラで椎名台病院に入院中） - 三田直弥
- 留置係 - 徳川美妃
- 女子校生 - 上田ナナ、岡ほのか
- 立川吾郎（里奈の父・高名な教育評論家） - 中丸新将
- 天野清美 - 大空眞弓

廃品回収業。自宅がゴミ屋敷と化していて近所迷惑になっていた。
- その他 - 渡辺由紀、重岡陽人、田崎トシミ、三谷翔太、菅沢こゆき、平山清美、まりえ、佐藤栞菜、道幸風舞、山田日向、佐々木海志、神保龍之介、戸宮元丸、黒田博之

第3弾「天才女医が夫殺害!!ヤバケンの暴走捜査!!非情か愛情か?最後の晩餐に隠された愛憎レシピ…完全犯罪を崩せヤバケン最大ピンチ!!消えた紙飛行機が暴く密室の盲点」（2014年）
- 神宮司貞子 - 前田美波里（40年前：柊子） ★

神宮司総合病院の院長。ゴッドハンドの異名を持つ凄腕外科医
- 磯沼喜代子（雪乃の母） - いしのようこ
- 二ノ宮仁志 - 中西良太

医療ジャーナリスト。神宮司の金儲け主義を告発し続けていた。
- 山口由香（神宮司総合病院 看護師） - 飯沼千恵子
- 神宮司康則 - 広瀬彰勇 ◆

貞子の夫。神宮司総合病院の理事長。院長室で殺害される。
- 中西美奈子 - 宮内知美

神宮司総合病院の医師。神宮司康則の愛人。
- 味のいなり「丸八」店主 - 加藤純平
- 浅霧夕美（実況TVリポーター） - 谷岡恵里子
- 磯沼雪乃（神宮司総合病院 入院患者） - 原涼子
- 翔太（脳手術の入院患者） - 笹原尚季
- 糸川洋一（神宮司総合病院 事務局長） - 蒲生純一
- 清水夏子（神宮司総合病院 看護師） - 塚田帆南
- 寺田真美（神宮司総合病院 看護師） - 堀田祥子
- 林千紗子（神宮司総合病院 看護師） - かとうずんこ
- 初枝（味のいなり「丸八」店主の母） - 久松夕子
- 磯沼龍次（喜代子の父・40年前死亡） - 古川康
- ケータリングスタッフ - 麻倉卓也
- 笹村（ケータリングスタッフ） - 西紗和子
- 豊田（巡査） - 川崎誠一郎
- 心臓外科オペレーター - 今野哲治
- 冒頭のチンピラと不良 - 宮島三郎、野口翔馬、佐藤匡泰
- 婦人警官 - 安東華子
- 中条真司（神宮司貞子のオペ患者・サッカー選手） - 佐藤恒也
- 中条家母 - 高橋俊子
- 中条家兄 - 関口秀実
- 中条家妻 - 水野潤子
- 警備員 - 高浦修
- 下島（神宮司総合病院 施設管理係） - なべおさみ
- 磯沼喜代子の住むアパートの住人 - 松金よね子
- 里中源蔵（神宮司総合病院 施設管理係） - 中原丈雄（40年前：藤岡信昭）
- その他 - 穴原陽

第4弾「潔癖検事が左遷覚悟で記者転落死のナゾを暴走捜査!! 美人秘書が仕掛ける巧妙トリック代議士の危ない密約!? 愛娘に明かす32年目の遺言状」（2014年）
- 来栖真理子 - 藤原紀香（幼少期：栗本有規） ★

弥富の秘書。ジャーナリストの転落死現場で、自分が殺したと告白し、殺人事件の被疑者となる。
- 草野直行（南多摩市秘書課） - 春田純一
- 来栖文明 - 天宮良

来栖真理子の亡き父。かつて佐々岡京一郎の運転手だったが、32年前に突然失踪し、首吊りで自死する。
- 弥富瑠依（弥富天馬の娘・鎌倉誠心女子大學 1年生） - 村崎真彩（幼少期：耀香莉奈）
- 浅川理沙（浅川忠則の娘・ガソリンスタンドのアルバイト） - 今野鮎莉
- 西山卓也（貨物船拿捕事件当時の船長・32年前失踪） - 市山貴章
- 浅川忠則 - 稲荷卓央 ◆

ジャーナリスト。10年前に妻と離婚。ビルから突き落とされ死亡する。
- 有村仁志 - 植田健

チンピラ。浅川忠則が情報源に使っていた。
- 南多摩市秘書課のスタッフ - 太田在
- 南多摩署前のTVリポーター - 魚住咲恵
- カメラマン - 栗田剛樹、伊原農
- 記者 - 西山聡
- アナウンサー - 早坂理恵
- 来栖真理子の幼少期の母 - 宇田川さや香
- 白石健吾 - 大出俊

検事正。政治絡みの事件ということで、捜査に圧力を加える。
- 「南多摩みどりの公園」管理事務所の管理人 - 松金よね子
- 弥富天馬 - 榎木孝明

南多摩市市長。幹線道路の建設計画見直しを求めている。
- 佐々岡京一郎 - 津川雅彦

代議士。元副総理。弥富天馬の、国政選挙出馬での後見人。32年前、西アフリカ沖にて領海侵犯で貨物船が拿捕された際、単身人質救出に動き、全員救出に成功した。
- その他 - 伊原侑蔵、青木将彦、荒野哲朗、竪山佳那子、山本紗也、藤崎まいみ、深堀良樹、相原由美子

## スタッフ
- 脚本 - 深沢正樹
- 監督 - 児玉宜久
- 法律監修 - 柴崎菊恵
- 第3作医事協力 - 南淵明宏
- 技術協力 - アップサイド
- 美術協力 - 京映アーツ
- 編集・MA - 映広
- フジテレビ編成企画 - 成田一樹（1-3）、石川綾一（4）
- プロデューサー - 内堀雄三、黒川浩行
- 制作 - フジテレビ
- 制作著作 - ユニオン映画

## 放送日程
| 話数 | 放送日        | サブタイトル | 脚本     | 監督     |
| ---- | ------------- | --- | -------- | -------- |
| 1    | 2012年2月24日 | 超A型&潔癖症…気になる男ヤバケン大暴走 依頼人を撲殺!! 犯人は女弁護士!? 密室に仕組まれた冤罪殺人の罠! 追跡「ネオンの死角」シャンパンタワーに秘めた親子愛 | 深沢正樹 | 児玉宜久 |
| 2    | 2013年1月25日 | 美人夜回り先生撲殺 死体の顔は壊されていた!? カギ握る女子高生VS暴走ヤバ検! 愛の詩集に秘めた恩讐…謎解きは「親子折り鶴」!? 気ニナル男! 大暴走             | 深沢正樹 | 児玉宜久 |
| 3    | 2014年2月14日 | 天才女医が夫殺害!!ヤバケンの暴走捜査!!非情か愛情か?最後の晩餐に隠された愛憎レシピ… 完全犯罪を崩せヤバケン最大ピンチ!!消えた紙飛行機が暴く密室の盲点    | 深沢正樹 | 児玉宜久 |
| 4    | 11月14日      | 潔癖検事が左遷覚悟で記者転落死のナゾを暴走捜査!! 美人秘書が仕掛ける巧妙トリック代議士の危ない密約!? 愛娘に明かす32年目の遺言状                         | 深沢正樹 | 児玉宜久 |